# Aloguinsan
Aloguinsan (Bayan ng Aloguinsan) är en kommun i Filippinerna. Kommunen tillhör provinsen Cebu och ligger på ön med samma namn. Folkmängden uppgår till 24 180 invånare.
Aloguinsan är indelat i 15 barangayer.

## Bildgalleri

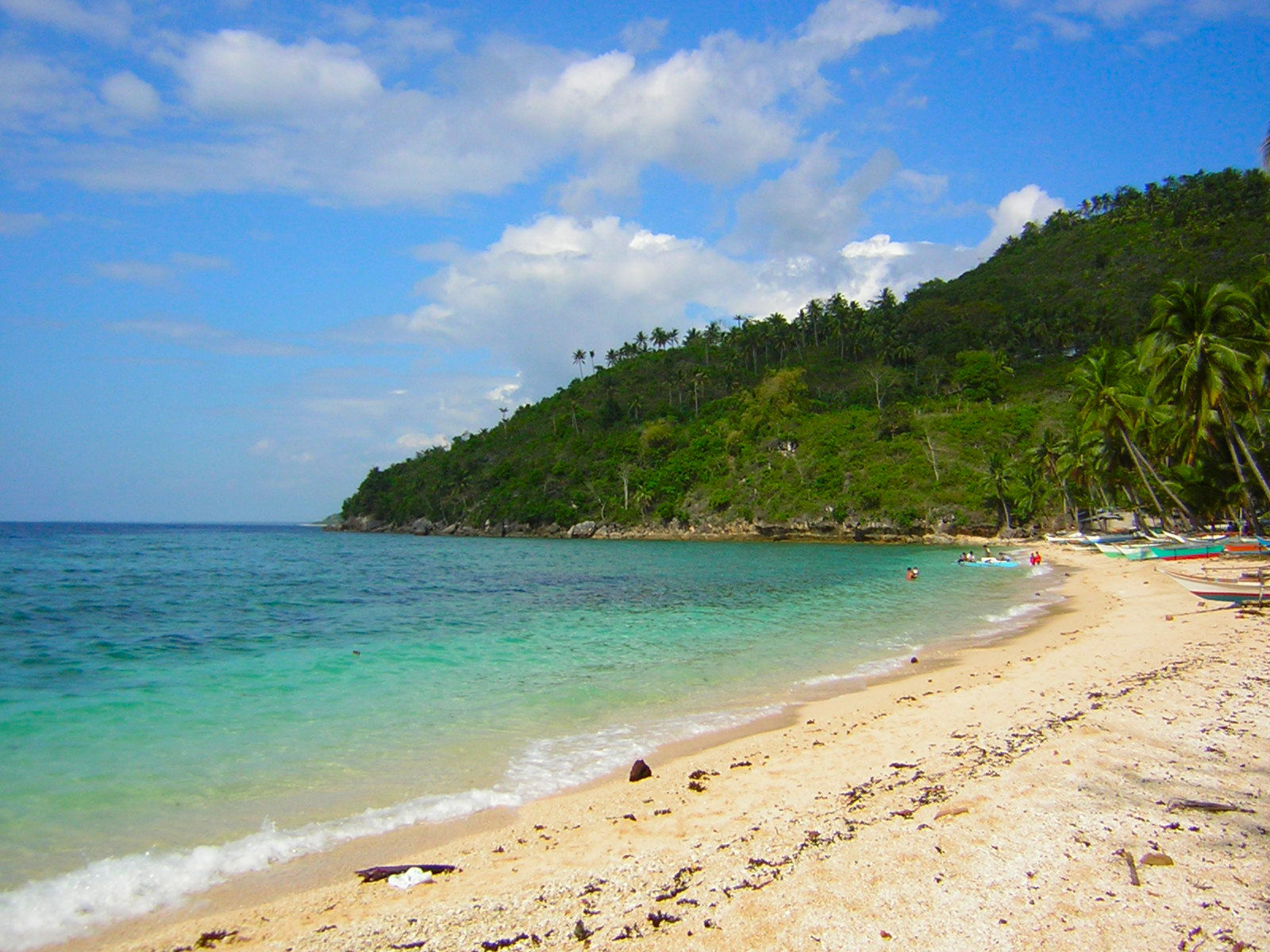